# Терористичні акти в Афганістані 17 вересня 2019 року
17 вересня під час двох терористичних актів смертників в містах Чарікар та Кабулі, Афганістан, загинуло 48 людей. 
Перший терракт стався під час демонстрації  проти президента Ашрафа Гані, в якому загинуло 26 людей, та 42 поранено. Під час нападу президента не було поранено. Другий вибух стався в Кабулі біля посольства США. Під час атаки 22 загинули, ще 38 постраждали у результаті вибуху. Серед загиблих були діти, жінки та солдати. Таліби взяли на себе відповідальність за напади і заявили, планують більше атак, щоб зірвати майбутні президентські вибори.

## Атаки

### Чарікар
Терракт в Чарікарі відбувся на поліцейському полігоні.У той час президент Афганістану Ашраф Гані проводив на цьому місці політичну акцію, в якій взяли участь тисячі людей. Терорист-смертник, що їхав на мотоциклі, в'їхав у натовп біля блокпосту та підірвався. 26 людей включно з терористом загинуло, ще 42 були поранені. Серед жертв були жінки та діти.

### Кабул
Через кілька годин після першого нападу на площі Масуд поблизу зеленої зони Кабула, в районі, де розташовані кілька урядових будівель, посольства США та штаб-квартири НАТО, стався другий вибух. Під час атаки 22 людини вбито, ще 38 поранено.

## Відповідальність
Таліби взяли на себе відповідальність за обидва напади і заявили, що ці напади були спрямовані на зрив афганських президентських виборів, які відбудуться 28 вересня.